# اولین عشم‌الله
اولین عشم‌الله (عربی: إیفیلین عشم الله) نقاش زن قبطی است. او در دسوق در کفر شیخ مصر به دنیا آمد. او از دانشکده هنرهای زیبا در دانشگاه اسکندریه در سال ۱۹۷۳ فارغ‌التحصیل شد. با ژورنالیست محمود یسری ازدواج کرد. در خلال سال‌های ۱۹۸۰ او به همراه همسرش در الجزایر زندگی می‌کرد. از او سال ۲۰۰۰ تا سال ۲۰۰۲ به عنوان مدیر موزه هنوزهای معاصر مصر مشغول به فعالیت بود.
عشم‌الله بیست و دومین نمایشگاه هنری خود را در سال ۲۰۰۵ برگزار کرد.